# Platja de Llafranc
La platja de Llafranc és una platja situada a l'entorn urbà de Llafranc, al municipi de Palafrugell (Baix Empordà), dins la badia de Llafranc. Limita a llevant amb el Cap de Sant Sebastià, promontori que la protegeix del vent de tramuntana, i a ponent amb un tram de roquissar, per on discorre el camí de ronda que arriba, a un quilòmetre, a la platja del Canadell, de Calella de Palafrugell. A l'esquerra de la platja hi ha el port de Llafranc. El sector de platja proper al port està ple d'embarcacions varades sobre la sorra. Orientada al sud-sud-est, té una longitud de 347 metres i una amplada mitjana de 29 metres, formada per sorra de gra mitjà i un pendent d'entrada a l'aigua moderat. El grau d'ocupació de la platja a l'estiu és alt. Disposa de tot tipus de serveis, així com de rampes d’accés per a persones amb mobilitat reduïda. Està flanquejada per un passeig marítim arbrat, el passeig de Cypsele, en el qual hi ha bars, restaurants, gelateries i altres comerços.
L'Agència Catalana de l'Aigua efectua un control setmanal de la qualitat de l'aigua, durant la temporada de bany, amb el resultat d'excel·lent. La platja ha estat distingida amb el distintiu de Bandera Blava, que reconeix internacionalment la qualitat de l'aigua i serveis.